# Raderbroich 59d (Korschenbroich)

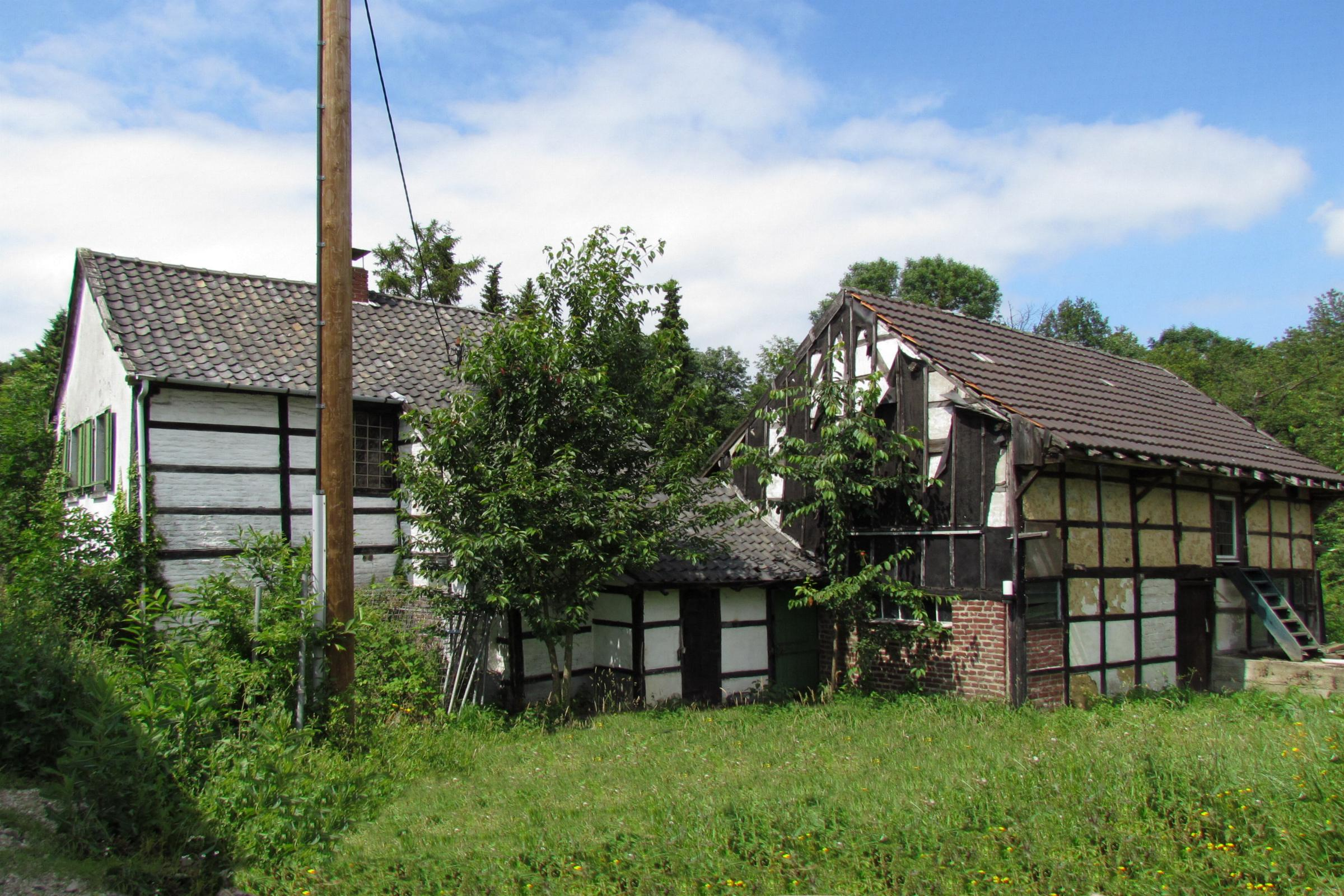
Hofanlage, vor 2015

Die Hofanlage Raderbroich 59d steht im Korschenbroicher Ortsteil Raderbroich im Rhein-Kreis Neuss in Nordrhein-Westfalen.
Das Gebäude wurde 1860 erbaut und unter Nr. 196 am 19. September 2007 in die Liste der Baudenkmäler in Korschenbroich eingetragen.

## Architektur
Die Hofanlage besteht aus einem Fachwerkwohnhaus und einer separat stehenden Fachwerkscheune. Das Objekt ist in dem Zeitraum etwa um die Mitte des 19. Jahrhunderts bis um 1870 errichtet worden.